# Езоп (фільм)
«Езоп» — фільм-спектакль Ленінградського Великого драматичного театру, поставлений Георгієм Товстоноговим, телеверсія вистави 1957 року.

## Зміст
Відома історія про байкаря Езопа, який став рабом у недалекого і розсіяного багатія Ксанфа. Ксанф привласнює собі творіння Езопа, але всі в окрузі знають, що їхній автор Езоп. А одного разу, будучи п'яним, Ксанф обіцяє своєму гостю випити море. Він закладає все, що має, підписуючи папери. Тепер від нього пішла дружина і якщо він не виконає свою обіцянку, то йому загрожує розорення. Тільки Езоп може врятувати свого господаря.

## Історія спектаклю
Спектакль за п'єсою Гільєрме Фігейредо «Лисиця і виноград» був поставлений в БДТ в 1957 році і став важливою віхою в історії театру. Прийшовши в лютому 1956 року в Великий драматичний, переживав затяжну кризу і втратив глядачів, Георгій Товстоногов в перший рік роботи свою головну задачу бачив у поверненні глядачів в забутий ними театр і в буквальному сенсі слова «заманював» їх комедіями «Шостий поверх» А. Жері і «Коли цвіте акація» Н. Віннікова, «Безіменна зірка» М. Себастіану ...
Саме з філософської притчі Фігейредо, спектаклю, вперше представленого глядачам 23 березня 1957 року і став справжньою подією театрального життя, одним із символів «відлиги», почався новий БДТ, «театр Товстоногова»
Назва «Езоп» Товстоногов дав своєму спектаклю не випадково: п'єсу Фігейредо, писала М. Строєва, можна було прочитати, відповідно до назви, як історію про «лисицю і виноград», тобто як ліричну драму, в якій центральне місце зайняла б трагічна історія кохання, - Товстоногов поставив спектакль про Езопа, поставив як «героїчну комедію», і центральним конфліктом її став вибір між свободою і рабством.
У вересні 1967 року, що вже під назвою «Лисиця і виноград», спектакль був відновлений з новим складом виконавців: Езопа грав Сергій Юрський, Ксанфа — Олег Басилашвілі, Клею — Наталя Тенякова, Агностоса - Вадим Медведєв. Фактично це був уже інший спектакль: настав інший час, і «відлига» пафос з «Лисиці і винограду» пішов, посилилося фарсовий початок. У другій редакції іронії було більше, ніж героїки, а фінал спектаклю («Де тут прірва для вільних людей?»), на думку літературознавця Б. Бурсова, дуже нагадував фінал «Горе від розуму»

### Телевізійна версія
В 1960 році на кіностудії «Ленфільм» була створена телевізійна версія вистави (його першої редакції), з використанням можливостей кінематографа: так, відкриває фільм-спектакль панорама пустелі, по якій рухаються раби з важкою поклажею; розповідь Езопа про кошик з хлібом супроводжується відповідним відеорядом; якщо на сцені БДТ у фіналі Езоп залишав будинок Ксанфа і подальше театр надавав уяві глядача, то телеверсія показує, як він у супроводі варти і натовпи народу направляється до обриву і кидається в розбурхане море.
У 1962 році телеверсія вистави була відзначена призом на Міжнародному фестивалі телевізійних фільмів в Монте-Карло.

## Ролі
- Ксанф, філософ — Микола Корн
- Клея, його дружина — Ніна Ольхіна
- Мелі, служниця — Зінаїда Шарко та Інна Кондратьєва (в телеверсії)
- Езоп — Віталій Поліцеймако
- Агностос, капітан варти — Павло Луспекаєв
- Начальник варти - Всеволод Кузнецьов
- Ефіоп - Борис Васильєв

## Знімальна група
- Режисери: Георгій Товстоногов та Юрій Музикант
- Оператори: Мойсей Магід, Лев Сокольський
- Художник: Олександр Блек
- Текст за кадром читає Георгій Товстоногов